# جوني سيلفستر
جوني سيلفستر (بالإنجليزية: Johnny Sylvester)‏ هو عسكري أمريكي، ولد في 5 أبريل 1915، وتوفي في 8 يناير 1990 في مينيولا في الولايات المتحدة.